# Onthophagus cambeforti
Onthophagus cambeforti là một loài bọ cánh cứng trong họ Bọ hung (Scarabaeidae).